# هایه (ناحیه پریبرام)
هایه (به چکی: Háje) یک منطقهٔ مسکونی در جمهوری چک است که در ناحیه پریبرام واقع شده‌است.